# Ernesto Trapanese
Ernesto Trapanese (Aragona, 7 aprile 1871 – 1933) è stato un avvocato e politico italiano.

## Biografia
Laureato in giurisprudenza intraprende la professione di avvocato a Roma. Viene eletto consigliere provinciale di Roma per il mandamento di Terracina e nel 1908 è inviato a Orvieto in qualità di corrispondente del giornale socialista “La Battaglia”. Nel 1909 si candida nel collegio di Orvieto nelle liste del PSI e viene eletto a grande maggioranza. Nel 1912 aderisce alla scissione riformista avvenuta in seguito al congresso socialista di Reggio Emilia. Trasferitosi in Abruzzo, si dedica all’organizzazione dei contadini della zona del Fucino.